# Coleophora epijudaica
Coleophora epijudaica é uma espécie de mariposa do gênero Coleophora pertencente à família Coleophoridae.